# Celeste Almieri
Celeste Almieri, nome d'arte di Celeste Carolina Ginevra Lorenzina Bianca Calza (Roma, 29 novembre 1885 – Aprilia, 21 maggio 1987), è stata un'attrice italiana.

## Biografia
Attrice teatrale, parente di Alberto Calza Bini, partecipò tra la fine degli anni '20 e gli anni '30 in drammi e spettacoli leggeri. Tra i primi si segnalano La seconda moglie di Arthur W. Pinero, messo in scena nel 1932 dalla Compagnia Drammatica Italiana di Maria Melato al Teatro Bonci di Cesena, e Le Trachinie di Sofocle, messo in scena nel 1933 al Teatro greco di Siracusa. Per i secondi, nel 1928 fu con la Compagnia Italiana degli Spettacoli Za-Bum diretta da Mario Mattoli nel ruolo della canzonettista Lil Rice nella commedia musicale Broadway di Philip Dunning e George Abbott.
Sul grande schermo fece il suo esordio nel 1933 e fino al 1955 recitò in dodici pellicole, apparendo anche con i nomi Celeste Almieri Calza o Celeste Calza Almieri. Nel 1937 figurò nel cast del film I due barbieri diretto da Duilio Coletti, che però non venne completato. Lavorò, tra gli altri, con Malasomma, Matarazzo, Camerini, e nel dopoguerra con Mario Monicelli, Mario Costa e Gianni Vernuccio. Fu attiva anche alla radio durante gli anni '30.

## Vita privata
Era sposata con l'attore Nino Marchetti, che recitò più volte accanto a lei sul palcoscenico.

## Filmografia
- La ragazza dal livido azzurro, regia di E. W. Emo (1933)
- La canzone del sole, regia di Max Neufeld (1933)
- Non ti conosco più, regia di Nunzio Malasomma (1936)
- Una donna tra due mondi, regia di Goffredo Alessandrini (1936)
- Ma non è una cosa seria, regia di Mario Camerini (1936)
- È tornato carnevale, regia di Raffaello Matarazzo (1937)
- Incanto di mezzanotte, regia di Mario Baffico (1940)
- Una storia d'amore, regia di Mario Camerini (1942)
- Totò e i re di Roma, regia di Mario Monicelli (1951)
- Perdonami!, regia di Mario Costa (1953)
- Ti ho sempre amato!, regia di Mario Costa (1953)
- Le avventure di Cartouche, regia di Steve Sekely e Gianni Vernuccio (1955)

## Prosa radiofonica
- Le due metà di Guglielmo Zorzi, regia di Aldo Silvani, trasmessa il 14 novembre 1936.
- Il mare di Antonio Greppi, regia di Aldo Silvani, trasmessa l'11 maggio 1937.
- Se tu no m'ami, un atto di Paola Riccora, per il Programma B, trasmesso il 25 maggio 1943.